# تونی رایس
تونی رایس (انگلیسی: Tony Rice؛ زادهٔ ۸ ژوئن ۱۹۵۱) یک موسیقی‌دان اهل ایالات متحده آمریکا است. وی بین سال‌های ۱۹۷۰ تا ۲۰۱۳ میلادی فعالیت می‌کرد.